# Championnat d'Allemagne de rugby à XV 2003-2004
Navigation
1. Bundesliga 2002-2003 1. Bundesliga 2004-2005
Le championnat d'Allemagne de rugby à XV 2003-2004 ou 1. Bundesliga 2003-2004 est une compétition de rugby à XV qui oppose les 8 meilleurs clubs allemands. La compétition commence à l'été 2003 et se termine par une finale le 3 juillet 2004. 
La 1re phase de la compétition se déroule de l'été à l'automne 2003, reprend au printemps 2004 et est suivie d'une finale.

## Équipes participantes
Les huit équipes qualifiées pour le Meisterschaftrunde sont les suivantes :
1. Bundesliga Nord/Est
- TSV Victoria Linden
- DRC Hannover/
- DSV 1878/08 Ricklingen
- Berlin RC
- SC Germania List

1. Bundesliga Sud/Ouest
- SC Neuenheim
- RG Heidelberg
- TSV Handschuhsheim

## Meisterschaftrunde
| Rang | Club                   | J  | V | N | D  | Bo | Bd | Pm  | Pe  | Diff | Pts |
| ---- | ---------------------- | -- | - | - | -- | -- | -- | --- | --- | ---- | --- |
| 1    | SC Neuenheim (T)       | 14 | 9 | 0 | 5  | 2  | 0  | 494 | 153 | +341 | 38  |
| 2    | DRC Hannover           | 14 | 9 | 0 | 5  | 2  | 0  | 532 | 233 | +299 | 38  |
| 3    | RG Heidelberg          | 14 | 8 | 0 | 6  | 2  | 0  | 508 | 199 | +309 | 34  |
| 4    | TSV Handschuhsheim     | 14 | 8 | 0 | 6  | 2  | 0  | 533 | 237 | +296 | 34  |
| 5    | Berlin RC              | 14 | 6 | 0 | 8  | 2  | 0  | 327 | 411 | -84  | 26  |
| 6    | TSV Victoria Linden    | 14 | 5 | 0 | 9  | 2  | 0  | 240 | 393 | -153 | 22  |
| 7    | SC Germania List       | 14 | 4 | 0 | 10 | 1  | 0  | 172 | 584 | -412 | 17  |
| 8    | DSV 1878/08 Ricklingen | 14 | 3 | 0 | 11 | 3  | 0  | 137 | 728 | -591 | 15  |

|  | Qualifiés pour la finale (no 1, no 2). |
|  | Relégué (no 8).                        |
|  | T : tenant du titre                    |

Attribution des points : victoire sur tapis vert : 5, victoire : 4, match nul : 2, défaite : 0, forfait : -2 ; plus les bonus (offensif : 4 essais marqués ; défensif : défaite par 7 points d'écart ou moins).

## Finale
| 3 juillet 2004 | DRC Hannover | 18 – 23 | SC Neuenheim | Heidelberg Arbitre : Lucas |
| 3 juillet 2004 |              |         |              | Heidelberg Arbitre : Lucas |
| 3 juillet 2004 |              |         |              | Heidelberg Arbitre : Lucas |